# Gonars
Gonars ist eine italienische Gemeinde (comune) in der Region Friaul-Julisch Venetien mit 4530 Einwohnern (Stand 31. Dezember 2023).

## Geographie
Gonars liegt in der Nähe des Flusses Stella. Das Gemeindegebiet von Gonars  grenzt an die Gemeinden Bagnaria Arsa, Bicinicco, Castions di Strada, Palmanova, Porpetto, Santa Maria la Longa und Torviscosa.

## Geschichte
In unmittelbarer Nähe des Ortes befand sich von 1942 bis zur Kapitulation Italiens im Jahre 1943 das Konzentrationslager Gonars. In diesem Lager waren Slowenen und Kroaten interniert. Durch die Internierung solcher Gefangenen wollte das faschistische Regime verhindern, dass junge Männer in den von Italien besetzten jugoslawischen Gebieten, zu denen unter anderem der südliche Teil Sloweniens bis zur Hauptstadt Ljubljana gehörte, zu den Partisanen der Jugoslawischen Volksbefreiungsarmee überlaufen würden.

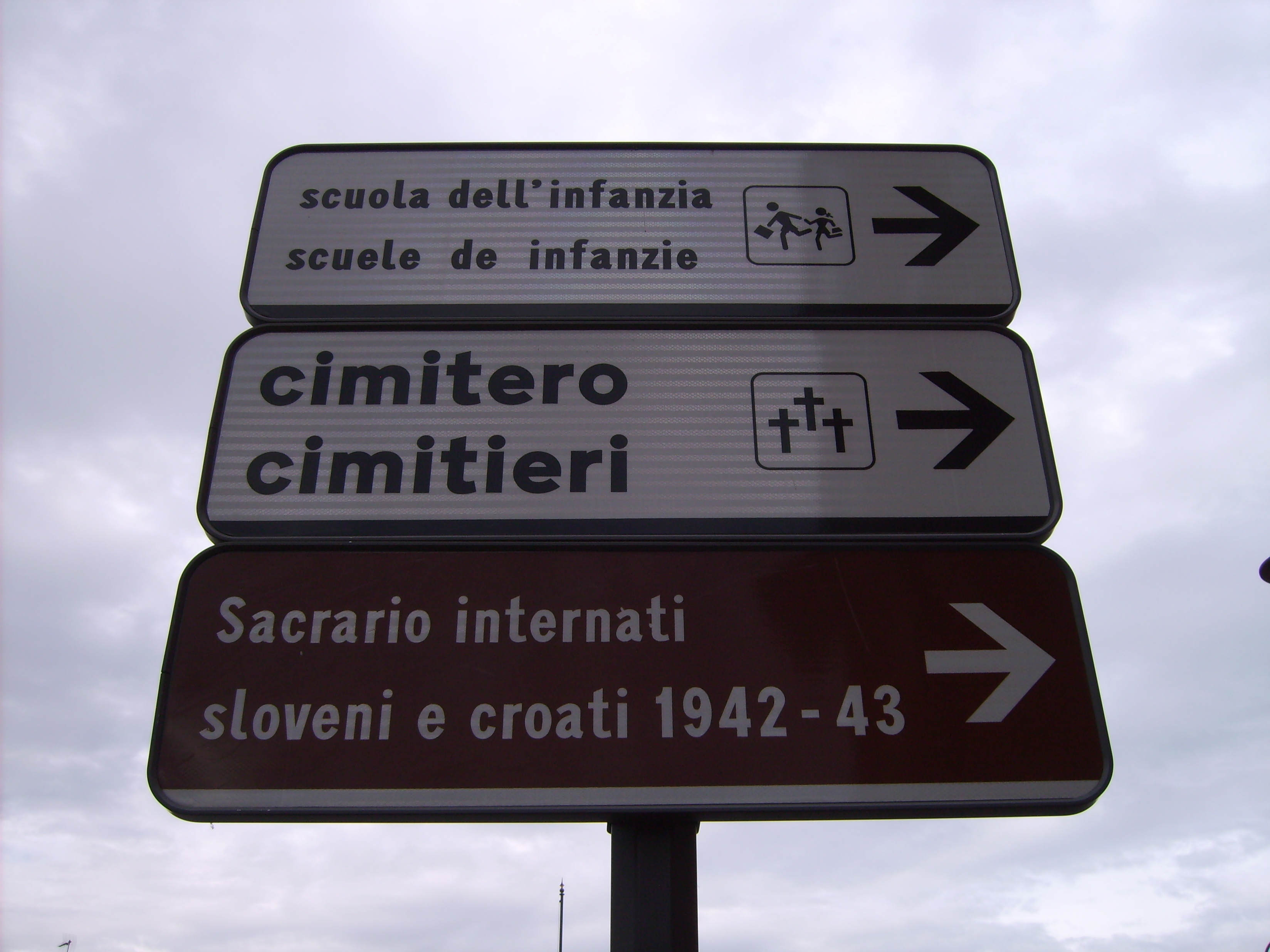
Wegweiser im Zentrum
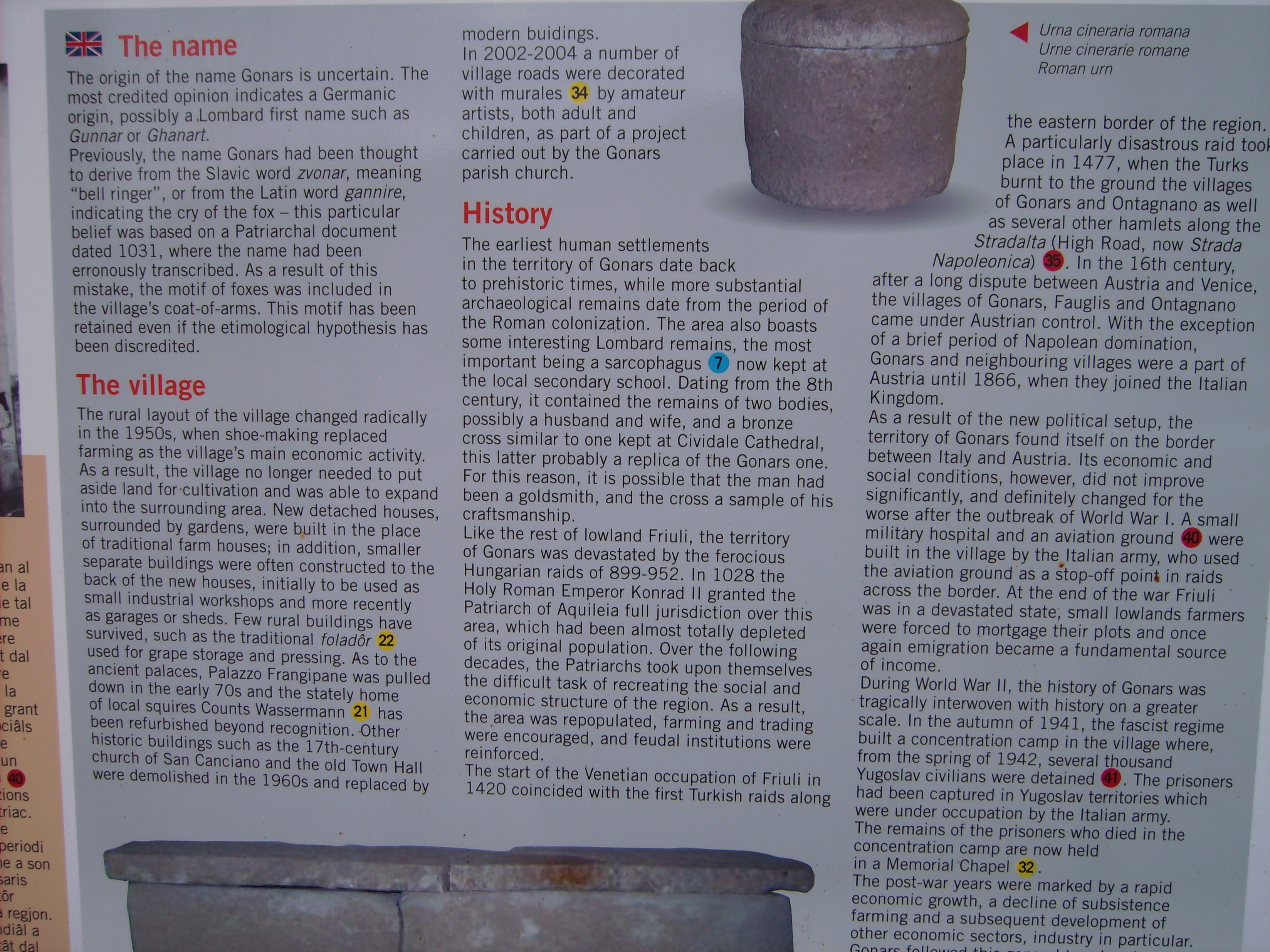
Infotafel auf Englisch